# Aurelia Cotta
Pour les articles homonymes, voir Aurelius Cotta.
Aurelia Cotta (120 – 54/53 av. J.-C.), dame romaine issue de l'illustre famille des Aurelii (ses trois frères, Caius, Marcus et Lucius, sont consuls) est la mère de Jules César. Elle meurt à 66 ans.
Malgré ce que rapporte Pline l'Ancien, il est invraisemblable qu'elle ait mis au monde Jules César par césarienne, puisqu'elle vécut de nombreuses années après cette naissance. Elle a également deux filles qui vivent jusqu'à l'âge adulte et se marient.
Tacite la range parmi les mères romaines exemplaires par l'éducation qu'elles donnent à leurs enfants, et Plutarque la qualifie de femme d'une grande vertu.
Son mari, Caius Julius Caesar, meurt à son domicile vers 85 av. J.-C.. Elle reste veuve, ne se remarie pas et continue d'habiter avec son fils. Plutarque la montre en larmes, accompagnant jusqu'à la porte de leur maison son fils qui part postuler à l'élection difficile de pontifex maximus en 63 av. J.-C. Toujours selon Plutarque, elle veille de près les fréquentations de sa belle-fille, Pompeia Sulla, et découvre Clodius qui s'est introduit chez elle pour retrouver Pompeia lors d'une célébration des mystères de la Bonne Déesse.
Elle meurt peu de temps avant le meurtre de Clodius Pulcher, vers 53 av. J.-C..

## Dans la culture populaire
Dans la mini-série Netflix Astérix et Obélix : Le Combat des chefs d'Alain Chabat apparaît le personnage de la mère de César, doublé par Jérôme Commandeur. L'intention étant d'en faire un personnage comique d'Astérix, celui d'une vieille femme aigrie en demande d'attention de la part de son fils pour son anniversaire, l'équipe ne s'embarrasse guère de la faire correpondre à la véritable Aurelia Cotta.